# 博維迪隕石
1969年的4月25日，在北愛爾蘭博維迪地區墜落了一顆隕石。它在布里斯托灣上空進入大氣層後，穿過威爾士和愛爾蘭海，然後降落在利馬瓦迪附近。
在隕石墜落三天後，從普勞菲爾德一家商店的屋頂發現裂成兩片的碎片。在博維迪的 S. Gilmore 農場發現了第二個隕石碎片。

## 組成和分類
隕石看似是棕黑色，但內部呈現金屬斑點與灰色球粒的隕石。在因為撞擊分裂之前，第一個碎片重513克，第二個碎片重達4,950克。
博維迪是一顆在岩石學類型屬於L群的L3普通球粒隕石。

## 外部連結
- Astronotes publication Armagh Planetarium
- Meteoritical Society Bulletin Database （页面存档备份，存于）